# Cligès
Cligés è un romanzo cortese del 1176 circa dell'autore medievale francese Chrétien de Troyes.
In quest'opera, l'autore cerca di catturare l'interesse del conte di Champagne Enrico il Liberale. 
Il protagonista della vicenda compie infatti un percorso inverso rispetto a quello del conte: un giovane principe, figlio dell'imperatore di Costantinopoli, si reca in Occidente per chiedere al re Artù di consegnargli la sua spada di cavaliere.
Romanzo bipartito nella sua struttura (come tutte le opere di Chrétien de Troyes), esso presenta una prima parte trattante le avventure dei genitori di Cligés (Alessandro e Soredamor), ed una seconda parte riguardante le avventure del protagonista Cligés. Il romanzo è da sempre considerato in opposizione alla storia di Tristano, dalla quale Chrétien fu influenzato. L'autore del romanzo infatti riprende la storia di Tristano offrendo soluzioni e finale differenti poiché in opposizione al tema dell'amore adultero cantato in quell'opera. È stato d'ispirazione per il Filocolo di Boccaccio.

## Trama
La vicenda inizia con la storia di Alessandro, figlio dell'imperatore di Costantinopoli. Questi un giorno decide di lasciare il padre per recarsi in Inghilterra per entrare al servizio di re Artù, la cui fama e gloria è sì grande anche in Oriente. Una volta giunto in Inghilterra, con un manipolo di uomini, arriva alla corte di re Artù, dove viene accolto con grandi onori. Da qui si imbarca con Artù verso la Bretagna, accompagnati dalla regina di Inghilterra e una sua ancella, di nome Soredamor. Ben presto i due si innamorano l'uno dell'altra, anche se non rivelano subito il loro amore reciproco, per paura di un rifiuto. Durante l'assenza del re, l'Inghilterra era governata dal conte Angres, che seppur di nobile animo tradisce il re e prende il potere. Dunque Artù torna in patria e intraprende una guerra per riprendere il potere, sostenuto da Alessandro stesso, che si distingue per le sue doti guerriere. Viene investito cavaliere da re Artù e sconfigge Angres. Come premio per la vittoria sul voltagabbana, Alessandro chiede la mano di Soredamor, che tanto aveva sofferto per Amore, e insieme ritornano in Grecia tra mille onori. 
In patria, dopo la morte dell'imperatore, Alis, il fratello di Alessandro, ha usurpato il trono al fratello, legittimo erede, credendolo morto. Alessandro, per evitare uno scontro fratricida col congiunto che non gli vuole restituire il trono, decide di concederglielo, a patto che questi non si sposi mai, così da non ostacolare l'ascesa al trono al figlio di Alessandro e Soredamor, Cligès. 
La seconda parte del romanzo segue le vicende di Cligès. Dopo la morte di Alessandro, Alis, nonostante le promesse fatte al fratello, decide egualmente di prender moglie. La favorita è la figlia dell'imperatore di Alemagna, di nome Fenice. Il fulcro della narrazione è l'amore tra Cligès e la moglie dello zio, Fenice. 

## Edizioni
- Chrétien de Troyes, Cligés, a cura di Wendelin Foerster, Halle, Max Niemeyer, 1884.